# Gregoryella dimorpha
Gregoryella dimorpha är en insektsart som beskrevs av Boris Petrovich Uvarov 1925. Gregoryella dimorpha ingår i släktet Gregoryella och familjen vårtbitare. Inga underarter finns listade i Catalogue of Life.